# Табла (игра)
Вижте пояснителната страница за други значения на табла.
Таблата е настолна игра на дъска със зарове, която е сред най-древните игри в света. Играе се с пулове, които се местят според резултата от хвърлянето на зарове, като един от двамата играчи печели, когато премахне всички свои пулове от дъската. Съществуват множество разновидности на таблата с някои вариации в правилата за игра.
Макар че в играта има елемент на случайност, в дългосрочен план стратегията играе по-важна роля. След всяко хвърляне на заровете, играчите трябва да избират между множество възможности за придвижване на пуловете и да предвиждат насрещните ходове на противника. В играта има установен набор от често използвани тактики и ходове. Подобно на шахмата, таблата е предмет на изучаване на информатиката, в резултат на което съществува разработен софтуер за игра на табла, способен да победи и играчи на световно ниво.

## История

### Персия
Разкопки в иранския град Шахри Сухте (на персийски: شهر سوخته, буквално Изгореният град) свидетелстват за съществуването на играта повече от пет хиляди години. Сред откритите артефакти са два зара и шестдесет пула, за които иранските археолози считат, че предхождат с около двеста години намерената в Царските гробници в Ур дъска за табла. Любопитно е, че дъската от Шар-и-Сохта съдържа гравюра, напомняща извивките на змия.
По отношение на първите писмени доказателства за предшествениците на играта, проф. Турай Дарие пише: 
| „ | Играта на табла е спомената за пръв път в книгата Вайрагясатака на Бхартрихари (стр. 39), съставена в края на шести или началото на седми век н.е. Употребата на зарове в тази игра е още един признак за нейните индийски корени, тъй като игрите на зарове и изобщо хазартните игри били сред любимите развлечения в Индия. Правилата на играта обаче за пръв път се появяват в текста на средноперсийски език Wızarisnı Catrang ud Nihisnı New Ardaxsır (в превод: Обяснение за шахмата и изобретяването на таблата), написан по времето на сасанидския цар Хосров I. | “ |

В написаната през XI век епопея Шах-наме персийският поет Фирдоуси свързва изобретяването на таблата с физик на име Борзуя. Поетът описва среща между физика и един раджа. Раджата представил шахмата, а Борзуя играта „Нард“, играна със зарчета от слонова кост и тиково дърво. Днес наименованието за персийската версия на таблата е именно „Нард“, която в известна степен се отличава от нея.

### Египет и Месопотамия
Игрите на дъска съществуват от хилядолетия в Древен Египет и Югозападна Азия. Древноегипетската игра „Сенет“ е открита заедно с илюстрации от Египетските кралски гробници. В гробницата на Тутанкамон са открити игри, датиращи от около 1500 г. пр. Хр. Те много приличали на таблата, а същите били открити и в Кипър, който в онези години бил египетска колония. По рисунки от египетските гробници, изобразяващи процеса на игра, можем да съдим, че тази игра била играна не само от хора с аристократично потекло, но и от обикновени такива. Възможно е играната в Месопотамия „Кралска игра на Ур“ също да е предшественик на игрите, познавани от нас днес.

### Източна Азия
Таблата е била известна в Китай（позната като „Шуанглу“, на китайски: 双陆), като в книга, написана през периода на династия Сун (1127 – 1279), са описани над десет варианта. С времето е била заместена от други игри като китайския шах и постепенно интересът към нея затихнал.
Счита се, че японската „Сугороку“ е пренесена от Китай през VI век. Имайки предвид, че е хазартна игра, тя няколко пъти е обявявана за нелегална. През ерата Едо се появила новата игра „Чу Хан“: подобно на ситуацията в Китай, интересът към „Сигуроку“ намалял. По-късно, към XIII век, играта „Го“, преди играна само от аристокрацията, предизвикала интерес и у другите.

### Европа
„Jeux de tables“ (игри на табла), предшественици на модерната табла, се появяват във Франция през XI век и се превръщат в едно от любимите занимания на комарджии. Френският крал Луис IX, известен още като Свети Луис, официално забранил да се играят такива игри. Тези игри добиват популярност в Германия през XII век, а век по-късно не подминават и Исландия.
През 1283 г. монархът Алфонсо X (Кастилия, Испания) написва книгата „Libro de los juegos“ (Книга на игрите), в която описва в около сто цветни страници игри от рода на шаха и различни варианти на таблата. Това е и първият известен правилник за таблата. „Todas Tablas“ напомня таблата с идентичната стартова подредба на пуловете и правилата на игра.
Играта застига Швеция през XVII век. На потъналия кораб „Васа“ са открити дъска и пулове, собственост на екипажа.
Дъски за табла включват в картините си много художници: Адриан ван Остаде, Йеронимус Бош, Питер Брьогел Стария, Ян Стен. Сред оцелелите художествени изображения са „Триумфът на смъртта“ на Брьогел и „Картоиграчи“ на Караваджо.

#### Великобритания
През XVI век законите на кралицата и църковните регламенти забранявали играта, но към XVIII век таблата става популярна сред духовенството. През 1743 г. Едмънд Хойл публикува „Кратък трактат на таблата“, в който описва правилата и някои стратегии.
Думата backgammon в съвременния английски език най-вероятно произлиза от back и думата за „игра“ на средноанглийски gamen. Най-ранната употреба на думата, документирана от Оксфордския речник, е през 1650 г.

#### Гърция
Таблата е популярна в Гърция. Наричат играта „Тавли“, произлязло през византийски времена от думата „табула“. Често се играят три разновидности:
- „Портес“: Подредбата на пуловете и правила еднакви с таблата, няма удвояващ куб и тройните победи се броят за двойни;
- „Плакото“: Игра, при която един пул може да затапи друг (вж. по-долу Тапа);
- „Февга“: Игра, при която един пул извършва ролята на капия (вж. по-долу Гюлбара).

Както в България, тези игри се играят една след друга, в мачове по три, пет или седем точки.

#### Италия
Древните римляни играли редица игри наистина близки до таблата. „Ludus duodecim scriptorum“ (Игра на дванадесет линии), за разлика от таблата, имала три реда и се играела с три зара, според които местели пуловете. До наши дни е оцелял малък текст, разкриващ информация за играта.
„Tabulae“ (Табула), известна и с името „Alea“ (зар), е вариант на „Ludus Duodecim Scriptorum“ и бил премахнат средният ред. Макар в игра да остава и третият зар, 24-те полета са причината „Табула“ да се доближава повече до днешната табла, отколкото своя събрат. Говори се, че император Клавдий е написал книги за играта, но нито една книга не е намерена.

### Турция
Играта е популярна и в Турция, където, както в България, често заровете са наричани с техните персийски имена (вж. Комбинации от зарове и техните имена).

### Любопитни (исторически) факти
- Крал Ричард Лъвското сърце трябвало да реши как да се справи със слабостта на войската към хазарта. Затова било постановено със закон – никой с чин по-нисък от рицар да не може да играе и залага.[23]

- Английският кардинал Уолси заповядал да бъдат изгорени всички дъски за табла. Напук на тази заповед, хората продължили да играят табла, като я правели да изглежда като книга. Сгъваема по средата, на вид дъската на таблата изглеждала точно като затворена книга и можело да се скрие на рафтовете между книгите.[24]

- Докато популярността на таблата изглеждала, че намалява, в Европа се разпространил нов неин вариант, наречен „Трик-Трак“. Тази игра добила популярност в двореца на Луи XIV, Луи XV и Луи XVI, но повечето дъски за игра на „Трик-Трак“ са унищожени по време на Френската революция, смятани за символ на монархията.[25]

- Известно е, че по време на съставянето на Декларацията за независимост в Съединените щати Томас Джеферсън нерядко си отпочивал, играейки табла. В своя дневник записвал победите и загубите от игрите си.[26][27]

- Чарлз Дарвин играел почти всеки ден табла с жената и децата си в дома си, намиращ се в провинция Кент. Неговият син пише:

| „ | След вечеря той играеше табла с майка ми, всяка вечер играеха по две игри, като отбелязваха и пазеха резултата след всяка игра – това му беше най-интересно. Той се запали по тази игра и почти се вманиачи, като недоволстваше заради своя лош късмет със заровете и избухваше, когато майка ми имаше късмет в играта. | “ |

- Керъл Кроуфорд, съпругата на Джон Кроуфорд, става първата жена световен шампион по табла през 1973 г.[29]

- На делото срещу Тед Бар в щата Орегон, съдия Стивън Уолкър определя, че „таблата е игра не на късмет, а умение“. По време на четиридневния процес, Пол Магрил бил привикан като свидетел и успял да убеди съдията относно важността на фактора „умение“ в играта на табла.[30]

- Откриващият играта ход 6 – 5: 24/13 е наричан „скок на любовника“ (англ. lover's leap).[31][32]

## Правила
Всеки от двамата играчи на табла започва играта с определен брой пулове с даден цвят, които са подредени по предварително зададен начин. Целта на играчите е да изведат от дъската собствените си пулове, преди противникът да успее да направи това.
Тъй като времето за отделна игра е относително кратко, често се играят поредици от игри, в които победител е играчът, постигнал определен брой точки.
С някои изключения, правилата за интерпретиране на заровете и за свободно движение са еднакви при всички варианти:
 всеки играч има право да мести два пъти при различни стойности на заровете (например 6 и 1) и четири пъти при еднакви стойности на заровете – „чифт“ (например 2 и 2);

 два (четири) пула се местят на толкова позиции, колкото показват заровете. Няма ограничение за заетостта на междинните позиции, но крайната трябва да е свободна, заета от собствени пулове, или от уязвим противников пул;

 един пул може да се мести повече от веднъж при условие, че всяко местене е валидно;

 когато всички пулове се съберат в последния сектор по посоката на движение, те могат да се местят извън дъската (позиция 25);

 побеждава този играч, който пръв извади от игра всичките си пулове. Ако успее да го направи преди другият да е извадил пул, печели две точки. Такава победа е наричана „марс“ (понякога „марс-илеза“).
При всяка от разновидностите има различни вариации в началните позиции, посоката на въртене, условията за валидност на местене и отиграване на чифт.

### Разположение
От всяка страна на дъската са разположени 12 удължени триъгълника, наричани позиции. Те се разглеждат като свързани по един от надлъжните ръбове на дъската, образувайки подковообразна верига, и са номерирани от 1 до 24. Двамата играчи придвижват пуловете си в противоположна посока – единият от позиция 1 към позиция 24, а другият от 24 към 1.
Позиции 1 – 6 представляват собственото поле на един играч, а 7 – 12 – външно поле.

### Движение
В началото на играта всеки от играчите хвърля един зар и този с по-голям резултат започва пръв да придвижва пуловете си, като
използва двете получени числа. При еднакъв резултат хвърлянето се повтаря – по този начин първият ход не може да бъде чифт.
След това играчите се редуват, хвърляйки по два зара в началото на всеки ход.
След хвърлянето на заровете играчът трябва, ако това е възможно, да придвижи свои пулове, според получените две числа. Например, ако играчът хвърли 6 и 3 (записвано като 6 – 3), той трябва да придвижи един пул с шест позиции напред и друг или същия пул с три позиции напред. Един и същ пул може да бъде придвижван два пъти, стига придвижванията да са отделни – шест и след това три или обратното, три и след това шест. Ако играчът хвърли две еднакви числа (чифт), той трябва да играе всеки от заровете по два пъти. Например, при хвърляне на 5 – 5 играчът може да придвижи до четири пула с пет позиции напред.
При всяко хвърляне, ако играчът може да се придвижи с двете хвърляния, той е длъжен да го направи. Ако играчът не може да придвижи свой пул с получения брой позиции, ходът приключва и редът за хвърляне преминава към противника. Ако може да се използва или едното, или другото получено число, играчът е длъжен да се придвижи с по-голямото. При извеждане на пулове от дъската трябва да се използва точен брой ходове (необходимият брой за достигане на фиктивната позиция 25), освен ако няма пул, който да може да бъде изведен с толкова голям резултат – в този случай се извежда пул от най-високата позиция. Ако резултатът от един зар не може да бъде изпълнен, но движение с резултата от другия би позволило това, движението от втория зар е задължително.

### Удвояващ куб
При игра на залози влиза в употреба удвояващият (контриращ) куб, съдържащ на себе си числата 2, 4, 8, 16, 32 и 64. Той показва общото удвояване на залога в играта. Някой от играчите може да предложи удвояване на залога чрез завъртането на куба, започващ с номер 64. Другият играч може да приеме или подаде „оставка“ (неустойка) в играта. Правото да удвои има последният приел. Удвояването може значително да повиши залозите в играта.
Щом в играта се използва удвояващ куб, всеки играч започва своя ход с избор – да хвърли заровете (и да направи обичаен ход) или да предложи удвояване. Ако е предложено удвояване, опонентът решава дали да го приеме, като умножи текущата стойност на куба по 2, или да го отхвърли, което води до загуба на текущата игра; тогава точките на куба се добавят към резултата на победителя. Победата „марс“ не се зачита при отказ на предложение за удвояване.
Удвояващият куб може да бъде преместван при единия или другия играч по време на партията. Ако той се намира по средата, това означава, че всеки един може да избере дали да удвои, преди да хвърли зара.

#### Контриране
При приемане на удвояващ куб играчът има право да контрира (англ. beaver) удвояването на противника. В този случай удвояващият куб се учетворява, така да се каже, и остава при приелия удвояването играч.

#### Правило на Кроуфорд
Ако на играч му остава една точка до спечелването на мача, никой от двамата играчи няма право да удвоява в решаващата партия. Ако водещият в резултата към момента не спечели мача, а същевременно противникът няма достатъчно точки, за да го спечели, то в следващите партии играчите отново имат право да контрират.

### Предотвратяване на измами
За да бъде намалена вероятността от измама, някои комплекти за табла включват прецизни зарове плюс чаша за зарове. По този начин се предотвратява прилагане на трикове върху зара, което е главният начин за измама при игра лице в лице. Срещан метод за измама при онлайн игра е използването на компютърна програма с цел откриване на оптимални ходове; за да се преборят с това, много уебсайтове включват в състава си софтуер за сравнение на ходовете, идентифициращ моментите, когато ходовете на играч напомнят тези на компютърна програма. Оттогава онлайн измамите в таблата са ако не невъзможни, то поне далеч по-трудни за реализиране.

## Разновидности
В България са познати четири вида игри в зависимост от правилата: „обикновена“ или „права“ табла, „челеби“, „гюлбара“ и „тапа“. И при четирите се играе върху дъска (табло за игра), която е разделена на 4 сектора по 6 позиции. Използват се 2 зара. Всеки от играчите има по 15 пула в различен цвят, които трябва да премести между 24 позиции на дъската според числата, които показват двата зара. Целта е най-бързо да се придвижат пуловете по полета и да се извадят от играта.

### Обикновена табла
При първоначалната подредба всички пулове са на дъската – 2 броя на позиция 24, 5 броя на позиция 13, 3 броя на позиция 8 и 5 броя на позиция 6. За единия играч позиция 24 е в горния десен ъгъл на дъската и той мести своите пулове в посока на въртене срещу часовниковата стрелка. За другия играч позиция 24 е в горния ляв ъгъл на дъската и той мести своите пулове в посока на въртене по часовниковата стрелка. Така позиция 1 на всеки играч е 24-та за другия, 6-ата съответства на 19-а и 12-а на 13-а.
Пул може да се мести ако крайната позиция е празна, заета от един или повече собствени пулове, или от един противников пул. В последния случай противниковият пул се „удря“ или „избива от игра“. Играч, който има пулове извън игра е длъжен да ги вкара в игра на позиции 24 до 19 (1 до 6 за противника) в зависимост от хвърления зар. Други пулове не могат да бъдат местени, докато всички не са вкарани в игра.
Изваждането на пул от играта води до загуба на ходове от повторно местене и неизползване при блокиран пул извън игра. Защита се осигурява чрез събиране на повече от един пул върху позиция – изграждане на „капия“ (кула). Построяването на няколко „капии“ защитава собствените пулове и ограничава ходовете на противника, но намалява възможните местения при следващи ходове.
В някои варианти на компютърна табла е възможно умножаване на броя точки при победа. Всеки от играчите може да предложи удвояване на бъдещия резултат. Ако другият играч приеме, победителят в играта ще получи 2 (при „марс“ 4) точки, а ако откаже се признава за загубил. Приелият играч има право да поиска ново удвояване. Общият брой удвоявания може да е до 6 (по 3 на играч) и крайният резултат да достигне 64 (128).

#### Стратегия

##### Основни стратегии в таблата
Преди да се разглеждат похватите на борба (стратегии) в таблата, трябва да се помни, че тя е игра на надбягване.
Всички стратегически похвати са подчинени на главната цел – да приберете пуловете си в собственото си поле преди противника и да си ги вземете пръв.
Ако сте напред в надбягването, прекратяването на контакта и захвърлянето на всички други стратегии, за които ще стане дума, е безусловно най-добрата стратегия, ако зарът ви поднесе такава възможност.
- Надбягване: Провеждайки тази ОСНОВНА СТРАТЕГИЯ – надбягването, двамата противници зависят от хвърлените зарове, но и от начина, по който ги отиграват.
- Удряне: Ако ударите противников пул, вие ще спечелите в допълнение на бройките от хвърления си зар, бройките, с които ще бъде върнат назад бития противников пул. Биенето – това е стратегия.
Освен мителшпилните или дебютни варианти, коиито поднасят подобен шанс, има и редица целенасочени похвати-стратегии за постигане на удар.

1. Игра на задържане. Когато противникът е напред в надбягването, но вие имате котва – капия в неговата позиция, вие се стремите да поставяте препятствия пред безопасното му прибиране и изчаквате гол, който да целите.
2. Когато сте много назад и имате поне 2 капии в противниковата къща, е възможна играта бекгейм – ариергардна битка, при която има по-голям шанс да ударите противников пул, но след като бъде бит, по-трудно се задържа, а и рискът да загубите марс или тройна е много по-голям.

- Принуждаване противника да „хаби бройки“: Това са хвърлени зарове, които не могат да се отиграят въобще или не могат да се отиграят частично. Принуждаване към хабене – това е стратегия.
Принуждаването на противника да хаби бройки поради невъзможност да отиграва заровете се осъществява по различен начин.

1. Например, ако при взимането на пуловете, противникът има 6 пула на единицата, а Вие по два на единицата, двойката и тройката си, Вие сте формално 6 бройки назад, но вероятно ще ги вземете пръв, ако сте на ход. Ако в предишната игра той не бе трупал пулове на единицата (хабил), щеше да е взел повече пулове и сега щеше да е фаворитът при взимането.
Хабенето е една от многото причини да се избягва хващането на „желязната“ неразрушима първа капия в собственото табло.
Наличието на дупки, особено на 4 и 5 пункт в собствената къща е предпоставка за трупане на пулове на единицата, когато се хвърлят тези числа при взимането.
2. Ако блокирате един или повече противникови пула, и ги държите достатъчно дълго зад блокадата, може да принудите противника да не може да изиграе хвърлените зарове и по този начин да спечелите бройки в надбягването. Блокадата може да бъде пълна-шесторна или непълна – петорна или по-малка, пробита и т.н. Понякога и непълна блокада принуждава противника да хаби. От друга страна блокадата е безсмислена, когато ако имаме огромно предимство в надбягването. Тогава се стремим да прекъснем контакта и безопасно да вземем оставащите пулове.
3. Ако биете противников пул, шансът му да влезе при следващото хвърляне е (36-x2)/36 където x2 е квадратът на броя на заетите от вас капии в собствената ви къща. Всеки път, когато противникът не влезе, той не може да играе хвърлените зарове и ги губи – хаби. При заети 6 капии (пълна къща) х=6, числителят на тази дроб става нула – т.е. битият пул не може да влезе и играта на противника е замразена, докато не отворите капия.
4. Когато провеждате блиц, вие се ползвате междувременно с шансовете, описани във (в), и целите да изхвърлите един или повече противникови пулове зад бързо увеличаващата ви се блокада, предотвратявайки влизането му и с това замразявайки играта на противника. Блицът е ефикасен, но и много рискован похват.[43]

##### Теория на дебюта
Подобно на шахмата, дебютът в таблата представлява съвкупността от откриващите играта ходове. Тези ходове са предмет на проучване на теорията на дебюта в таблата. Теорията не е проучена толкова подробно, колкото шахматната, която е разгледана детайлно, като причината за това е, че в таблата има 21 възможни изхода, правейки „разгъването“ на дървото на възможните позиции далеч по-бързо и лесно в сравнение с шахмата.
С течение на времето е постигнат консенсус между играчите на табла по отношение на предпочитаните ходове при откриване на партия. С появата на невронните мрежи, мненията по отношение на темата кои са най-добрите откриващи ходове са се променили.

### Челеби
Правилата на игра при „челеби“ са идентични с тези на обикновената табла, с изключение на това, че чифтовете се „доиграват“.
Особеното при доиграването на чифт е, че освен четирите местения с посочената дължина играчът играе и всички следващи чифтове в нарастващ ред до 6, т.е. ако е хвърлил 4 – 4 ще играе четири местения с дължина 4, четири местения с дължина 5 и четири местения с дължина 6 (най-много местения се правят при 1 – 1). Ако не може да доиграе даден чифт противникът му го доиграва. Незапочнат чифт (без валиден ход с основната дължина) и различни стойности не се доиграват. В повечето варианти чифтове се играят до шестици на третия и следващите ходове. Ограничението се налага, за да се даде възможност на играчите са запълнят поне частично началния си сектор и да могат да местят пулове – малък чифт в първите ходове може да доведе до пълно блокиране на противниковия сектор и загуба на стратегически елемент в играта.

### Гюлбара
При „гюлбарата“ (понякога „диобара“, „дьобара“ или „дюбара“) пуловете се местят в посока от 24 към 1 за всеки играч. Всички пулове първоначално са на позиция 24, но обикновено там са сложени само два (понякога три), а другите са до дъската или в ръката на играча. Позиция 24 е в горния десен ъгъл за единия играч и в долния ляв ъгъл за другия.
Защитата на позиция става само с един пул и няма изваждане от игра на противниковите чрез удар. Това позволява блокиране на шест последователни позиции с малка част от пуловете на играча.
Чифтовете се отиграват също като при игра „челеби“.

### Тапа
Нареждат се по 2 пула в горния десен и долния десен ъгъл на дъската на 24 капия за всеки състезател (погледнато от гледната точка на единия играч).
В тази игра няма удряне. Вместо това, ако се приземите на поле заето от самотен противников пул, той остава „затапен“ докато не преместите пула си от там. Два ваши пула на едно поле или един от пуловете Ви „затапил“ противников пул създават блокада, на която противникът не може да се приземи или да стъпи.
Ако има настъпен пул в полето, където се изваждат, докато този пул не се освободи, не може да се вадят другите пулове.
Последният пул на началната позиция („1“ за белите или „24“ за черните) се нарича начален пул. Ако този пул бъде затапен от противника преди да е напуснал старта, играта свършва и губите играта. Единственото изключение е ако противникът все още има пулове на старта си, тъй като в този случай неговият начален пул все още е заплашен. Резултатът на игра, в която и двата начални пула са затапени, е равен.
Удвояващият куб не намира приложение при играта.

### Шоует
„Шоует“ е една може би не толкова популярна в България разновидност на таблата. Това е игра за трима или повече души.
Един играч играе срещу отбор, състоящ се от всички останали такива. Един от членовете на този отбор е капитан. Зар определя единствения играч, който да не принадлежи към отбора на другите, както и начина, по който да става редуването на играчите.
Възможно е всеки член на отбора да притежава свой собствен удвояващ куб, да удвоява без значение какви са ходовете на съотборниците му и да приема/отказва удвояване, независимо дали другите са съгласни с това.
Не се записва резултат за партия; играе се една игра, точките се записват в таблица, а след това започва друга игра. Играчите сменят местата си след всяка игра. Ако спечели независимият играч, то той остава на същото място. Победи ли капитанът на отбора, той застава на мястото на независимия за следващия рунд.
Записват се точки за всеки играч, като се отчитат спечелените и загубени във всяка игра точки.

## Таблата в социален и състезателен аспект

### Клубна и турнирна игра
Любители и професионалисти сформират социални клубове по табла. Членовете на местни клубове организират неформални събирания в кафенета и барове, за да играят и общуват. Възможно е те да се срещат всеки път на едно и също място, обект, собственост на някой от тях, приятел, близък или познат, където и евентуално да си служат с компютърни програми за анализ на трудни ходове.
В клубовете по табла се организират и турнири. В регионалните турнири на по-големи клубове може да се наблюдават и участници, дошли специално за събитието от други региони на страната или щата, понякога и чужбина. Най-добрите участници на регионално ниво често се състезават в мащабни национални или международни турнири. Факт е, че победителите в такива турнири получават задоволителни парични суми.

### Международно съревнование
Първият международен турнир по табла се провежда в Лас Вегас през 1967 г. и е спечелен от Тим Холанд, който е победителят и следващата година. Турнири през 1969 г. и 1970 г. не се провеждат, като причините за това са неизвестни. През 1971 г. Тим Холанд отново се завръща и завоюва титлата за пореден път. До 1975 г. турнирът остава в Лас Вегас, след което се провежда на Бахамите.
За периода 1976 – 1978 г. вече има не един, а два световни шампионата: шампионатът, съществуващ към тогавашния момент около десет години, в който участие взимат главно американци, но и шампионат по табла в Монте Карло, за европейци. Луис Дейонг е човекът, който излиза с идеята да бъдат обединени двата шампионата.
Монте Карло е всепризнат като мястото на Световния турнир по табла. Игран в продължение на седмица, провежданият там турнир привлича хиляди играчи и наблюдатели и до днес.
В наши дни се провеждат едни от най-мащабните турнири, където лице в лице се изправят професионални играчи на табла. Първото издание на Световните серии по табла се провежда през 2006 г., спонсорирано от ПартиГейминг. Година по-късно възниква турнирът Бекгемън Милиън, проведен през януари 2007 г. на Бахамските острови, като за награден фонд е предвидена сумата от един милион долара: рекордна сума за турнир по табла.
Световната асоциация по табла организира Европейския бекгемън турнир от 2007 г. насам, прегрупирайки турнири от рода на Порчугийз Оупън, Джорджиан Оупън, Френч Оупън, Сайпръс Оупън и други, като наградният фонд е около милион долара.
През 2008 г. ставаме свидетели на редица грандиозни мероприятия в Лондон, сред които Ю Кей Мастърс, най-големият провеждан някога турнир в страната, в който участват 128 играчи от световна класа, както и Нордик Оупън, в списъка на който влизат около 500 играчи. Финални двубои от Световните серии по табла са записвани и излъчвани от Евроспорт за европейските телевизионни зрители.

### Хазарт
Когато таблата е играна за пари, често играчите се споразумяват или за присвояване на парична стойност за точка, като се играе до определен брой точки, или докато състезателят пожелае да спре участието си. Стойността на залога зависи от това дали победата е двойна, т.е. „марс“, както и от удвояващия куб.
Таблата понякога е достъпна в казината. Преди комерсиализирането на невронно-мрежовите програми са били обичайни залози на конкретни позиции.
Както при повечето хазартни игри, успехът при таблата се дължи не само на уменията на играещия, а и на неговия късмет: изходът от една игра може да бъде значително променен дори от една комбинация на заровете.

## Софтуер

### Интернет игра
Разработен е софтуер не само за игра и анализ на ходовете, но и за улеснение на играта между играчи в Интернет. Резултатите от заровете са осигурени от (псевдо)генератори на произволни числа. Началото на играта в реално време поставя Първият Интернет сървър за игра на табла, който е най-дълго функциониращият сървър в мрежата.

### Игра и анализ
Таблата е изучавана предимно от информатици. Невронните мрежи и други механизми допринасят за значителен напредък на софтуера за анализи и/или игра.
Първият значителен компютърен противник е BKG 9.8. Програмата е написана от Ханс Берлинер през 70-те на DEC PDP-10. Начинът на игра на по-ранни версии на програмата бил по-лош и от този на слаби играчи, но Берлинер забелязал, че грешките възниквали в преходни фази на игра. Скоро след като програмистът приложил към програмата принципа на размитата логика, срещу нея изиграл мач световният шампион Луиджи Виля, който завършил в полза на компютъра (1 – 7). Това е първата програма, която печели срещу световен шампион. Берлинер твърди, че тази победа е била по-скоро въпрос на късмет, тъй като компютърът получил повече благоприятни зарови комбинации.
Към края на 80-те програмистите добиват успех благодарение на софтуер, базиран на изкуствени невронни мрежи. „TD-Gammon“, разработена от Джералд Тезауро (Ай Би Ем), е първата от такъв тип програми, стигнали близо до експертното равнище. Невронната мрежа на тази програма била тренирана чрез метод за прозгнозиране, служещ си с данни, генерирани от самоигра. Според оценките на Бил Робърти и Кит Улси, начинът на игра на „TD-Gammon“ е близък или дори превъзхождащ начина на игра на най-добрите играчи в света.

## Отбелязване на ходове
Отбелязването на ходове при игра на табла се осъществява посредством метода на Магрил, разработен през 70-те години на XX век. Движението на пуловете по дъската за табла се описва с помощта на две числа от 1 до 24.
Резултатът от заровете може да бъде записан по два начина: така например, ако единият зар показва 4, а другият 2, резултатът може да бъде записан като „4 – 2“ или „42“. Един цялостен ход се записва по следния начин:
- 4 – 2: 8/4 6/4 (един пул минава от осма на четвърта позиция, а друг от шеста на четвърта).

Блъскане на пул се отбелязва със звездичка (*), непосредствено до номера на позицията, в която е блъснат същия този пул. Например, 13/7* означава, че сте взели своя пул от тринадесета позиция и сте го преместили на седма, където сте блъснали пул на опонент. Подобно, 13/7*/5 би означавало, че сте хвърлили 2 и 6, като местите своя пул от тринадесета на пета позиция, блъскайки на седма противников пул.
В случай на хвърлен чифт се поставя в скоби броят на преместените пулове от една позиция на друга. Ако играчът е хвърлил чифт двойки, реши да премести три пула от шеста на четвърта позиция, както и един от тринадесета на единадесета, то той е длъжен да запише хода си по следния начин:
- 6/4 (3) 13/11.

На финалния етап на играта, след номерата на позициите могат да бъдат поставяни различни съкращения или думи, обозначаващи извеждането на пул от игра, например: 6/изв. (извън) и др.

## Комбинации от зарове и техните имена
Играчите в България често използват следните имена на хвърлените зарове – ек (1), дю (бара, ики) (2), се (3), джехар (дьорт) (4), беш/пендж (5), шеш (6). Думите произлизат от персийски, кюрдски или турски произход.
 1 – 1: Еп-ек (еци, епеци);
 2 – 2: Дю-бара (дубара, дубари);
 2 – 1: Ики-бир;
 3 – 3: Дю-се; ме-се;
 3 – 2: Себа-и-дю;
 3 – 1: Се-и-ек;
 4 – 4: Дьорт-джехар (джаар, дорджар);
 4 – 3: Джехар-у-се;
 4 – 2: Джехар-и-дю;
 4 – 1: Джехар-и-ек;
 5 – 5: Дю-беш;
 5 – 4: Беш-дьорт;
 5 – 3: Пендж-и-се;
 5 – 2: Пендж-и-дю;
 5 – 1: Пендж-и-ек;
 6 – 6: Дю-шеш;
 6 – 5: Шеш-беш;
 6 – 4: Шеш-джехар;
 6 – 3: Шеш-у-се;
 6 – 2: Шеш-и-дю;
 6 – 1: Шеш-у-ек.

## Кутии за табла
Едни от основните характеристики на кутиите за табла са размерът на дъската, материалът, от който е изработена, както и размерът на различните пулове за табла, които са важни, за да пасват на големината на таблата.

### Големина на дъската за табла
Един от стандартните размери на дъската за табла е 34/17/5 cm. Пуловете, които са подходящи за този размер на дъската, са средни пулове за табла с размер – 2 cm. Друг стандартен размер на дъската за табла е 48/24/6 cm. Големи пулове с размер 3,5 cm са най-подходящите за този размер табла. Съществуват магнитни и туристически табли, чиито размери са много по-компактни.

#### Материал за производство на табли
Кутия за шах табла ситопечат се произвежда ръчно. Рамката е от масивно дърво, като се оцветява с различни байцове в цвят орех, габър или може да бъде натурална. Дъската се прави от пресован буков материал – буков шперплат, като формите за шахмата и капиите за табла за отпечатват в специални калъпи с мастило – ситопечат. Лакира се в два слоя.
Кутия за шах табла фурнир махагон също се изработва ръчно от букова дървесина.
Кутия за шах табла фурнир орех се изработва от орехова дървесина. Рамката е от орехово дърво, като се оцветява в различни байцове на ореха – тъмен или светъл. Дъската се изработва от орехов материал.
Кутия за шах табла пирограф се произвежда от буково дърво. Пирографирането, което се прави върху нея, най-общо представлява рисуване с огън върху дърво с помощта на машинка – пирограф. Като цяло пирографът допринася за по-автентичния вид на дървото, както и за по-явните и живи изображения, които се рисуват върху него. Върху нея могат да се пирографират различни елементи и текстове.
Кутия за шах табла с дърворезба се изработва от орех, а дърворезбата, която се прави върху таблата, представлява обработка на дървесината, като процесът включва изрязване на различни декоративни изображения.